# Підйомний кран

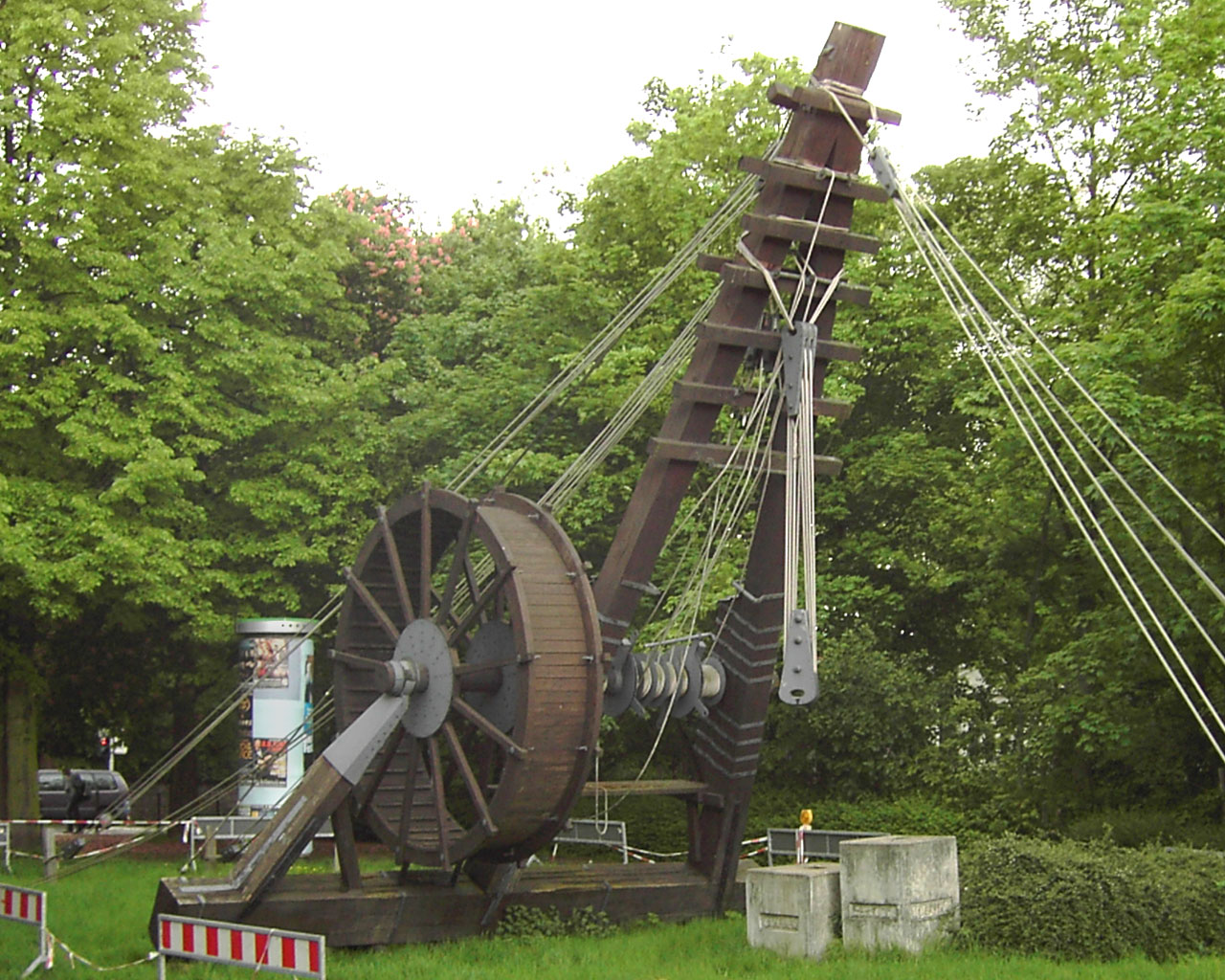
Античний 10,4-метровий римський Polyspastos (реконструкція, Бонн)

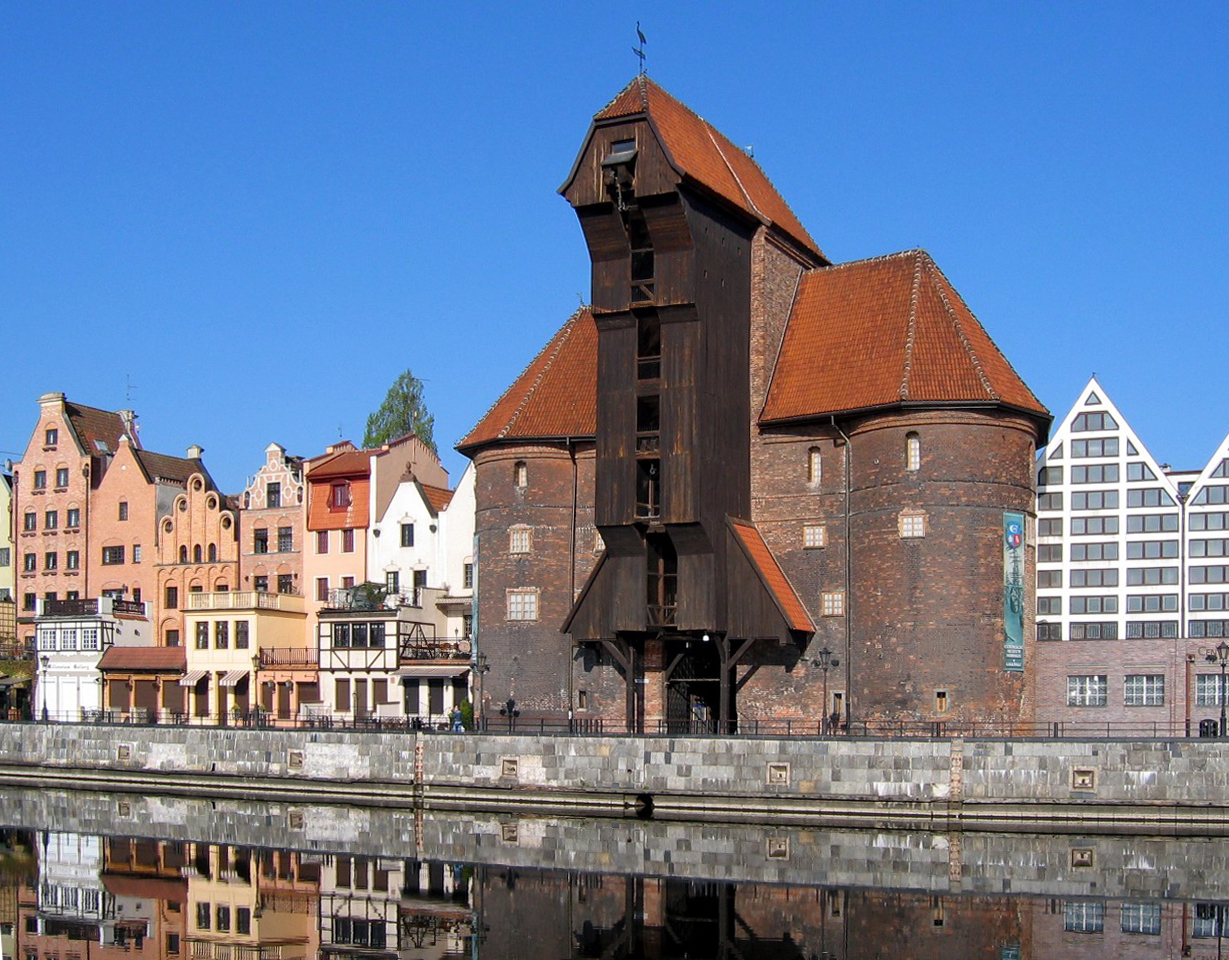
Середньовічний портовий кран у Гданську (сучасність, оригінальний стан)

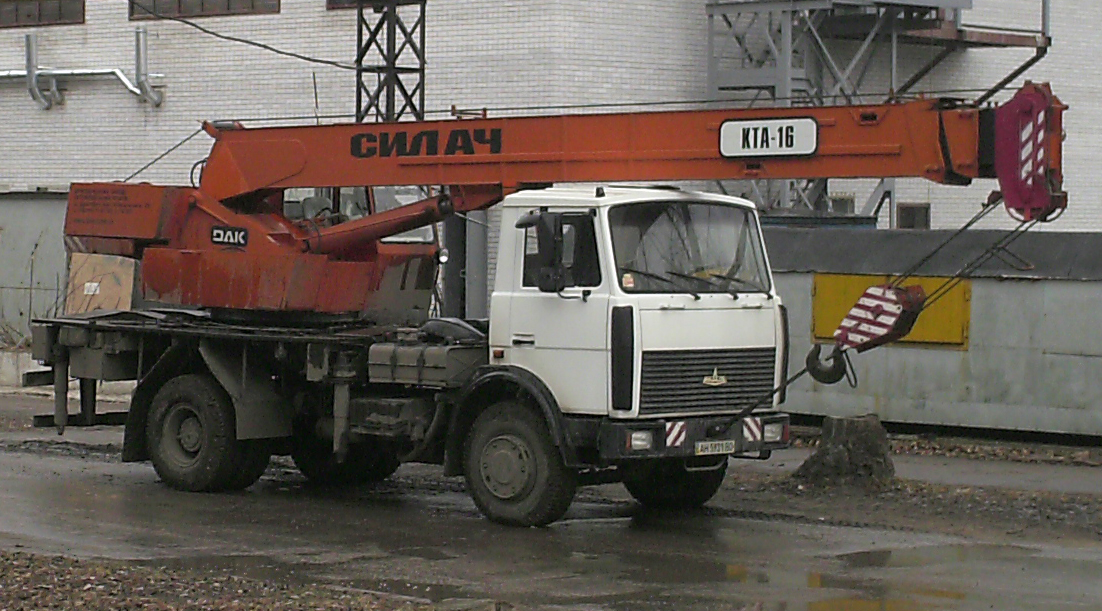
автомобільний кран з телескопічною стрілою

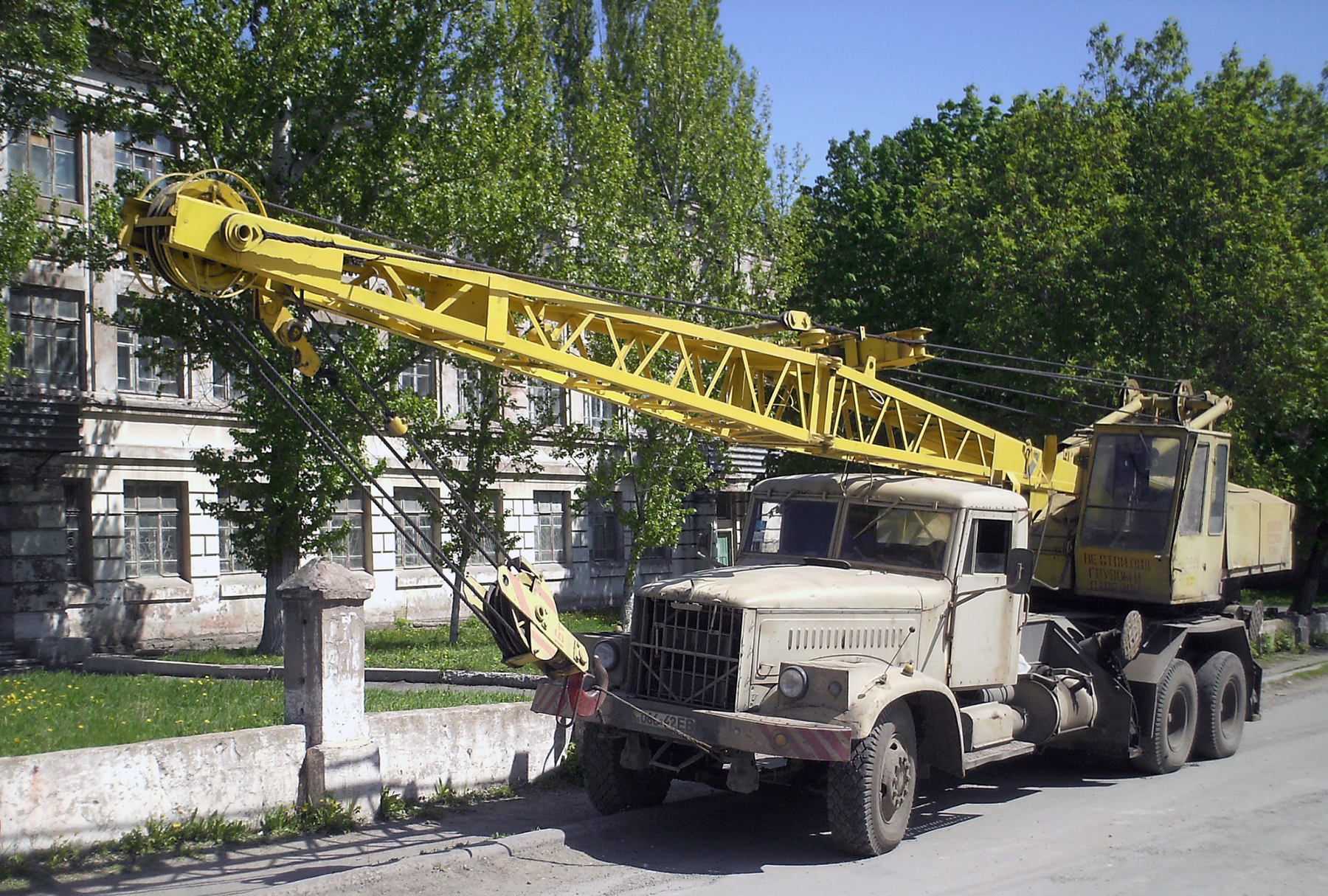
автомобільний кран з ґратчастою стрілою

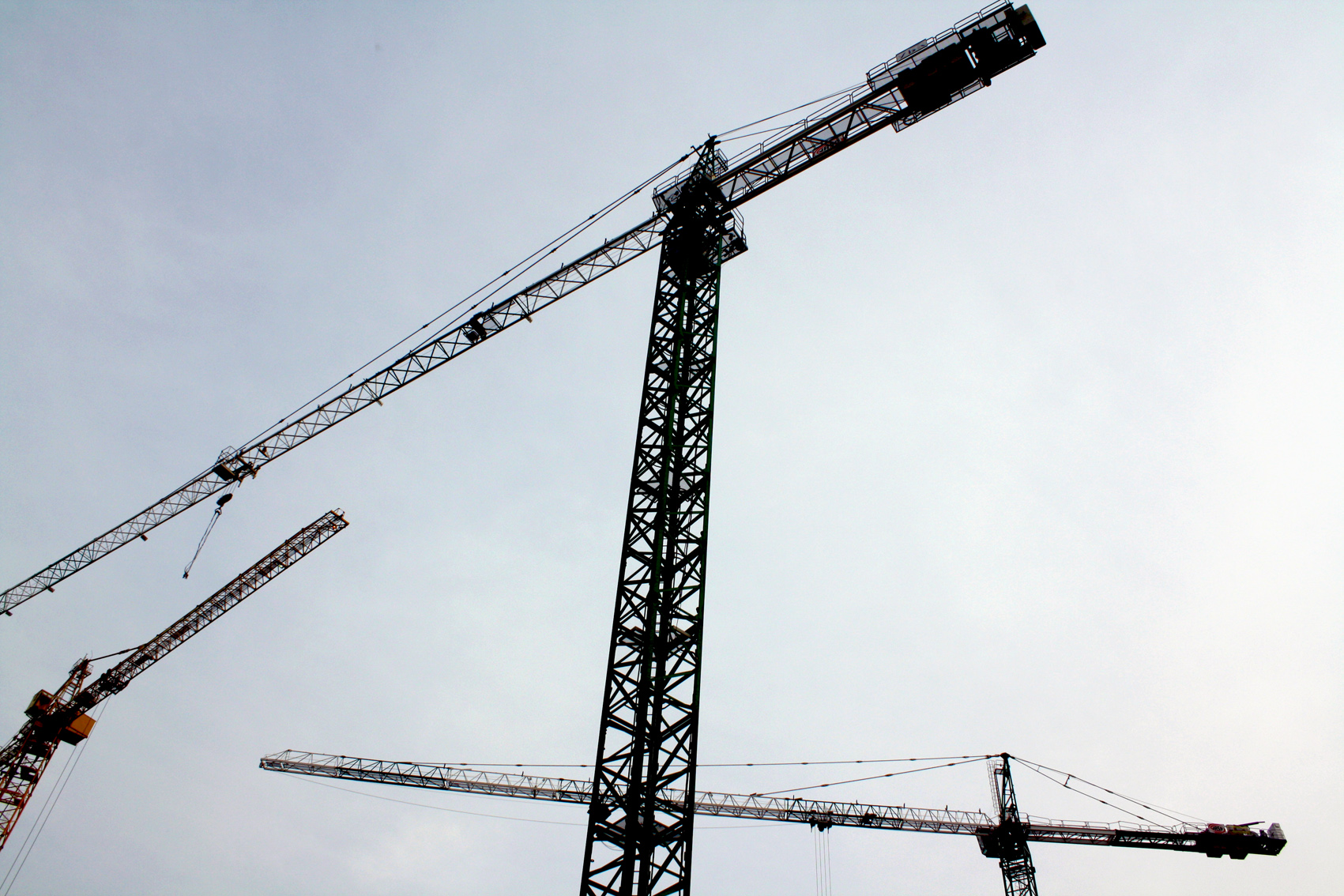
будівельні баштові крани

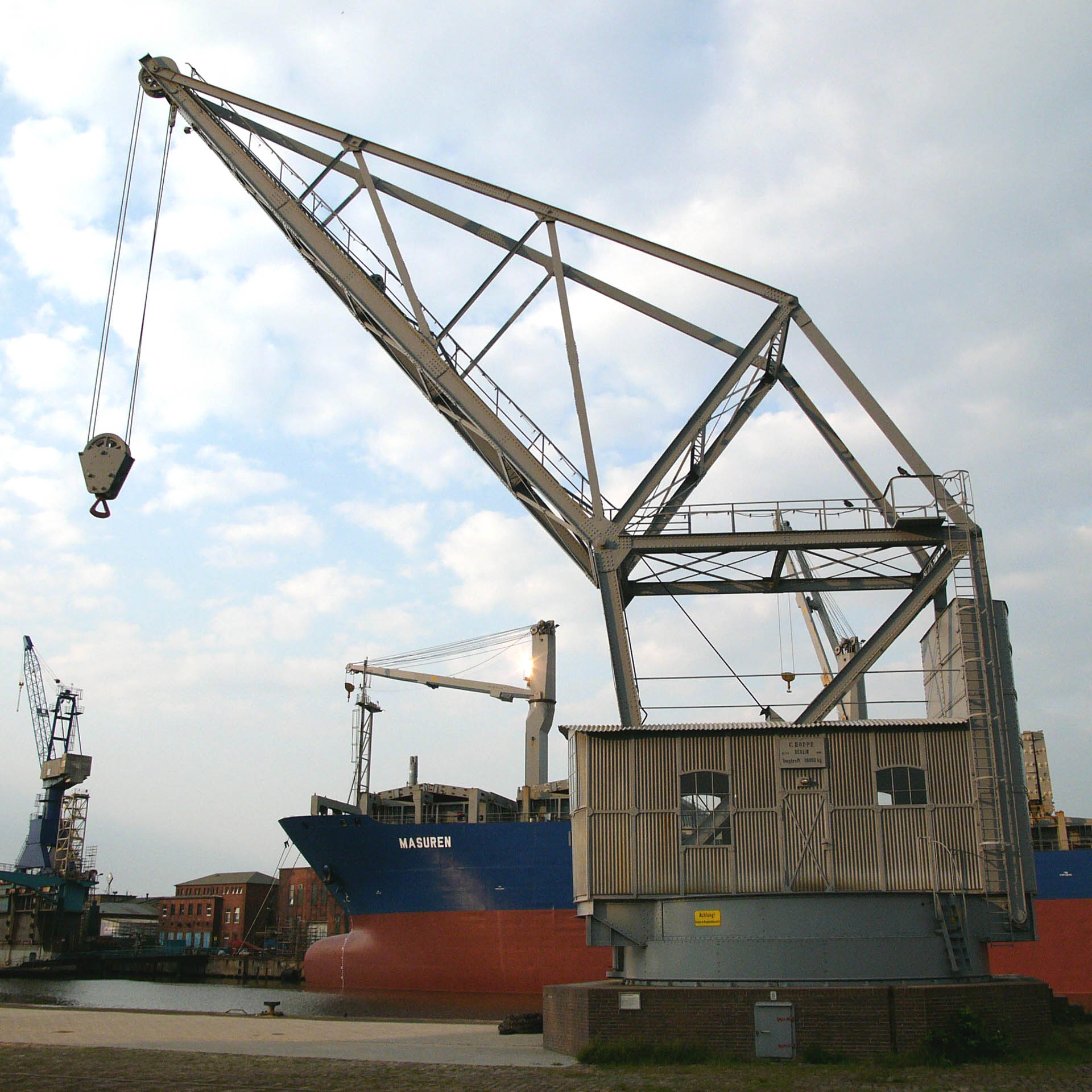
портовий кран

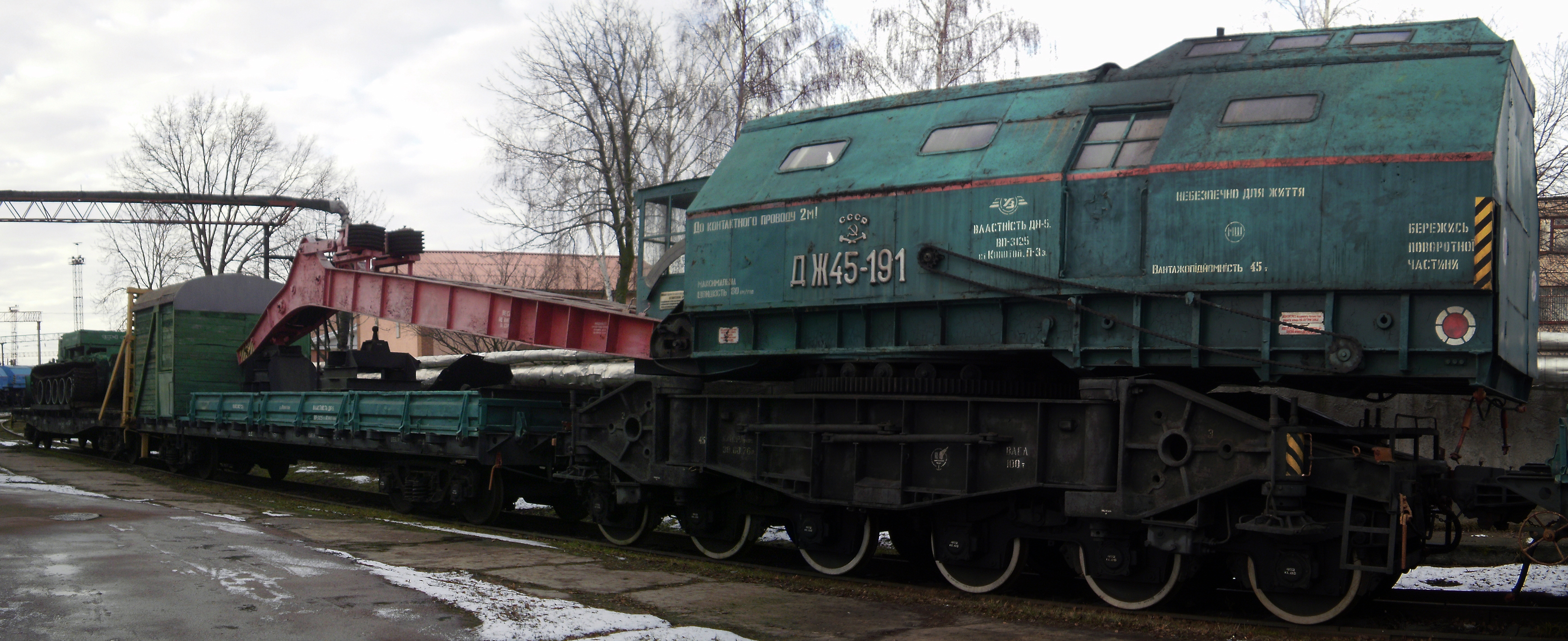
залізничний кран

Підйомний кран, також підійма́льний кран (нім. Kran, від Kranich — «журавель») — вантажопідіймальна машина для підіймання і переміщення вантажів у вертикальному і горизонтальному напрямках.
Згідно з ДСТУ 2986 «Вантажопідіймальний кран — машина циклічної дії, призначена для підіймання та переміщення в просторі вантажу, підвішеного за допомогою гака чи утримуваного іншим вантажозахоплювальним органом.»

## Загальна характеристика
Підіймальний кран працює циклами, які короткочасно повторюються, із зворотно-поступальним рухом вантажозахоплювального органа; призначені для підіймання і переміщення вантажів.

## Класифікація

### За призначенням і способом базування
- автомобільні — змонтовані на автомобільному шасі.
- плавучі — змонтовані на понтонах, або на спеціальних суднах (кранових).
- портові — використовуються в портах, можуть мати різну конструкцію.
- залізничні — змонтовані на залізничних платформах.

### За конструкцією
Залежно від конструкції всі крани можна поділити на дві великі групи: поворотні і котні́. У перших горизонтальне переміщення досягається поворотом всього крана або його частини, у других — горизонтальне переміщення вантажу здійснюється переміщенням (коченням) всього крана разом з візком.
Поворотні
- баштові — обладнані обертовою баштою і горизонтальною стрілою, по якій ходить вантажний візок.
- велосипедні крани — спираються внизу на двоколісний візок, а нагорі — на ролик, що котиться по двох горизонтальних стельових рейках.
- крани-дерики — стріла обертається навколо горизонтальної осі, а рама крана навколо вертикальної осі (аналогічно судновим вантажним стрілам).
- настінні — рама обертається навколо вертикальної осі, укріпленої на стіні будівлі.
- крани на колоні — рама обертається навколо вертикальної осі і може робити поворот на 360°.
- крани на поворотному крузі — рама встановлюється на поворотному крузі.
- портальні — встановлені на рухомій рамі у вигляді порталу.
- півпортальні — обладнані рамою у формі прямого кута, сторони якого котяться по двох рейках (одній наземній і іншій, розташованій на деякій висоті, на виступі стіни або на спеціальних колонах)

Котні
- козлові — рама П-подібна і може котитися по рейках.
- консольні — пересуваються по двох рейках — одній верхній і одній нижній.
- мостові — рама виконана у вигляді моста, що може горизонтально переміщатися по рейках.
- кабельні — рама виконана у вигляді каната, натягнутого між баштами.
- мостокабельні — рама виконана у вигляді канатів, натягнутих між мостовими кранами.

## Історія
Перший тип крана-машини був криничним журавлем, який мав важільний механізм і використовувався для підйому води для зрошення. Його винайшли в Месопотамії (сучасний Ірак) приблизно у 3000 році до н.е. Криничний журавель згодом з'явився в давньоєгипетських технологіях приблизно у 2000 році до н.е.
Прототипи кранів відомі з давніх часів. Наприклад, найпростішим краном є звичайний криничний журавель: завдяки противазі на коротшому плечі важеля він полегшує підняття відра з водою. Принцип журавля використовувався в толеноні — облоговій машині для підняття на висоту вояків. Найпростіші крани до кінця 18 століття виготовляли з дерев'яних деталей. Вони мали мускульний привод (кират, ступальне колесо).
З початку 19 століття найважливіші деталі почали виготовляти з металу (осі, колеса тощо). У 1920-х роках з'явилися перші суцільнометалеві крани, спочатку з ручним, а в 1930-і роки — з механічним приводом.
Перший паровий кран створений у Великій Британії в 1830 році, гідравлічний — там же в 1847. Двигун внутрішнього згоряння був використаний у крані вперше в 1895, а електричний — в 1880–1885 майже одночасно у США і Німеччині. Це були мостові крани з одномоторним приводом. У 1890 створені крани з багатомоторним індивідуальним приводом — теж в США і Німеччині.
Виготовляти крани сучасного типу в Україні та Росії почали в кінці 19 століття (Миколаївський, Путиловський, Брянський, Краматорський та інші заводи). Після жовтневого перевороту 1917 в РСФСР кранобудування перетворилося на важливу галузь важкого машинобудування зі спеціалізованими заводами.
В 1955 р. на одному з об'єктів Головкиївбуду — будівництві житлового будинку по вулиці Хрещатик в Києві — був встановлений і почав працювати перший баштовий кран СБК-1 з вантажопідйомністю в 1,5 тонни.

## Підіймальний кран у різних галузях

### У портах

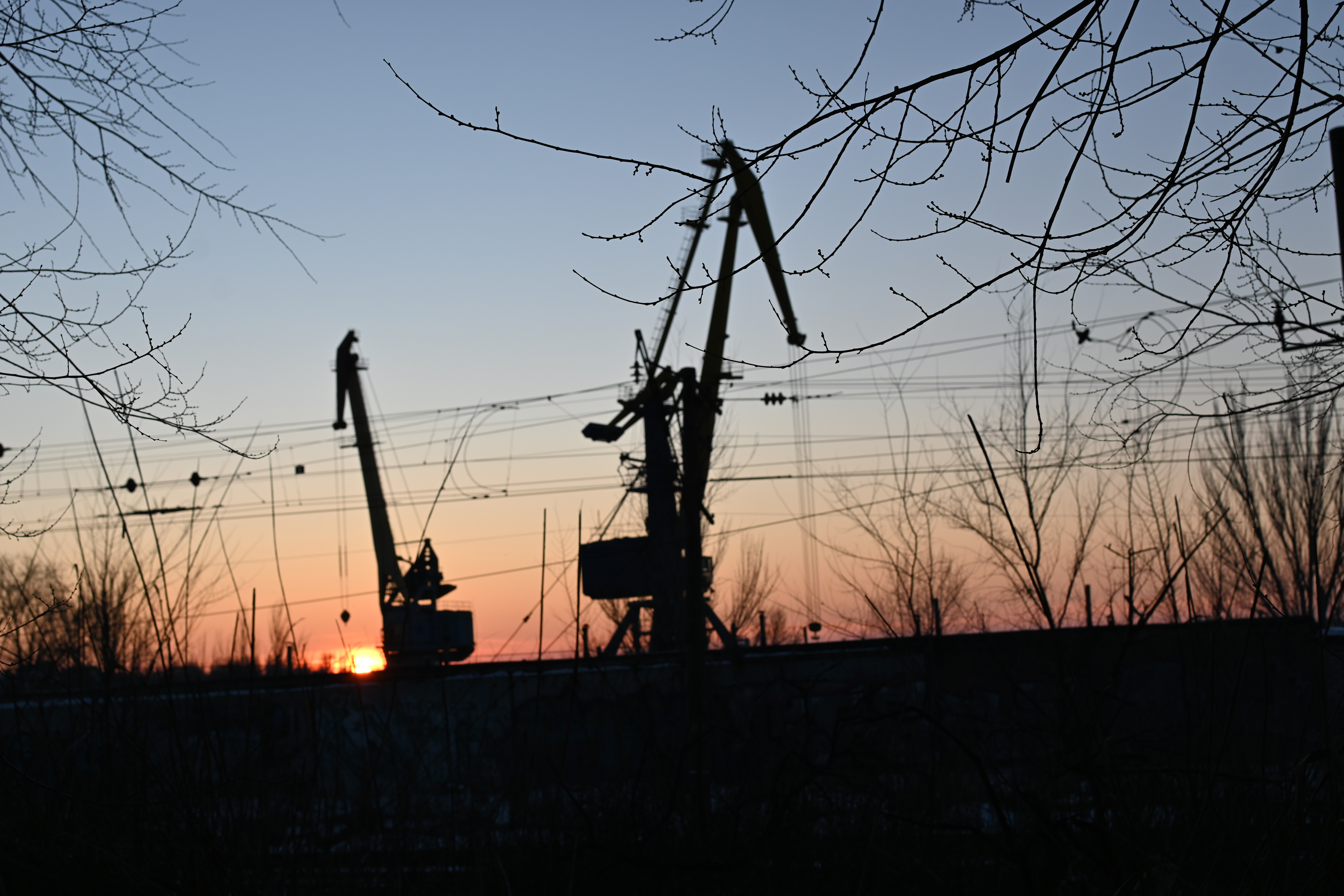
Портовий кран м.Запоріжжя

Використовується у портах м.Запоріжжя для підіймання грузів на кораблі.Тимчасово призупинили свою роботу.

### У будівництві
У будівництві часто використовують мостовий кран, що є різновидом підіймального крану, має конструкцію, виконану у вигляді опорного або підвісного моста. Несні елементи мостового крана спираються безпосередньо на кранову колію. Міст (тримальна балка) переміщається по рейках, укладених на стінах будівель або на естакадах поза будівлею. Мостові крани широко використовуються в промисловості, будівельній індустрії, складському господарстві. Найпоширенішим конструктивним різновидом мостового крану є кран однобалковий (т. зв."кран-балка").
Кран-балка є конструкцією, що складається з кінцевих балок, пролітної балки і підіймального механізму. Кінцеві балки забезпечують пересування крана по напрямних. Пролітна балка кріпиться до кінцевих балок і забезпечує переміщення підіймального механізму. Підіймальний механізм пересувається по пролітній балці і забезпечує переміщення вантажу в горизонтальній і вертикальній площині. Підіймальним механізмом може бути ручний або електричний таль (залежно від типа кран-балки).
Кран-балка використовується для виконання навантажувально-розвантажувальних, підіймально-транспортних і монтажних робіт на складі, в промисловому виробництві, будівництві. Не допускається використання кран-балок для транспортування людей, токсичних і вибухових речовин. Кран-балки можуть мати різні якості і призначення: загальнопромислове, протипожежне, вибухобезпечне; для холодного, помірного або тропічного клімату.
Кран-балки можуть розрізнятися за типом приводу (ручні й електричні) і за конструктивними особливостями (опорні і підвісні). Електричні кран-балки приводяться в дію електродвигуном, що живиться від мережі через контактний дріт або кабель.

### В галузі буріння
Під час буріння свердловин та облаштування родовищ використовуються крани, встановлені на шасі автомобіля і консольні крани, а під час буріння і розробки морських нафтових і газових родовищ — плавні (плавучі) крани, які встановлюються на плавних самохідних суднах.

## Кінцеві упори
Буфери гумові необхідні для пом'якшення вантажопідіймального крана в разі удару об тупикові кінцеві упори або про будь-які інші крани.